# 에바 포피엘
에바 사치코 포피엘(영어: Eva Sachiko Popiel, 일본어: エバ・幸子・ポピエル 에바 사치코 포피에루[*], 주민등록상 한국 이름: 포피엘에바, 1981년 4월 23일~)은 대한민국에서 활동하는 방송인이다. 아버지는 폴란드계 영국인, 어머니는 일본인이다. 일본 이름은 사치코(幸子)이다.
일본 도쿄도 출신으로 영국 더럼 대학교 경영학과·중국어학과를 졸업했다. 출생 당시에는 영국-일본 이중국적이었는데, 일본 국적법에서는 이중국적을 허용하지 않기 때문에 22세가 되었을 때에 영국 국적을 선택했다. 로레알의 일본 지사에 근무한 뒤, 중화인민공화국 유학 중에 3개월 코스로 대한민국에서 어학 연수를 하던 것을 계기로 2005년부터 한국에 머물렀다. 2010년에 한국체육대학교 조교 출신 레포츠 강사로 근무했던 한국인 남자친구와 결혼식을 하기 이전에 이미 혼인 신고를 마쳤다. 또한 얼마 후에는 두 아들을 출산하였다. 2025년에는 대한민국 법무부에서 실시한 귀화면접심사에 합격하여 대한민국 국적을 취득했고, 외국 국적 불행사 서약을 하면서 영국 국적도 유지했다.

## 출연

### 드라마
- 《미우나 고우나》 - (KBS1, 2007년) 소냐 역

### 영화
- 《청담보살》(2009년) - 여자 손님 역 (특별출연)

### 버라이어티
- 《실제상황! 토요일》- 〈슈퍼주니어의 풀하우스〉(2006년, SBS)
- 《미녀들의 수다》(2006년~2010년, KBS 2TV)
- 《스타골든벨》(KBS 2TV)
- 《해피선데이》- 〈슈퍼맨이 돌아왔다〉(2017년 4월 16일, KBS 2TV) 샘 해밍턴의 초대로 특별 출연
- 《생존자들》(KBS 2TV, 2019년)
- 《골 때리는 그녀들》- 〈fc월드클라쓰〉(2021년~2023년, SBS)

### 교양
- 《비교체험여행기 그곳에서 살아보기》(MBC)
- 《미소코리아》(SBS)
- 《사람이 좋다》(MBC, 2019년)
- 《생방송 행복드림 로또 6/45》 913회 게스트
- 《식객 허영만의 백반기행》 278회 ~ 279회 게스트 (TV CHOSUN)

### 광고
- 정식품 썬몬드 예설 삼색차 (KBS 미녀들의 수다에 출연했던 사오리 장(일본 출신), 손요(중국 출신)와 함께 출연)
- 대방건설 대방노블랜드
- 오스템 오스템임플란트

## 가족
- 배우자: 이경구(1983년생)
- 자녀: 2남

## 같이 보기
- 2008년 하계 올림픽 연예인 응원단에 대한 논란 - 에바 포피엘이 연루된 사건